# Donje Kordince
Donje Kordince (cyr. Доње Кординце) – wieś w Serbii, w okręgu toplickim, w mieście Prokuplje. W 2011 roku liczyła 181 mieszkańców.